# Irgendwo auf der Welt
"Irgendwo auf der Welt" (Et eller andet sted i verden) fra 1932, komponeret af Werner Richard Heymann og med tekst af Robert Gilbert, er én af de mest populære sange af den tyske sekstet Comedian Harmonists, fra Tyskland i 1920'erne og 1930'erne. Den giver stemme til en sentimental længsel efter et endnu uopdaget sted, hvor fred og ægte lykke findes.
Sangen har været på ensemblet Berlin Comedian Harmonists' repertoire siden det blev etableret i 1997. Sangen er også på Max Raabe & Palast Orchesters repertoire. I 2006 benyttede Nina Hagen sangens navn som titel for hendes album bestående af coverversioner af swing- og jazzklassikere.